# Kočetin
Kočetin (cyr. Кочетин) – wieś w Serbii, w okręgu braniczewskim, w gminie Žabari. W 2011 roku liczyła 306 mieszkańców.